# Penisdeviation
Eine Penisdeviation, auch Penisverkrümmung (lat. coles scoliosis), ist eine Deformation des Penis unterschiedlichsten Ausmaßes.

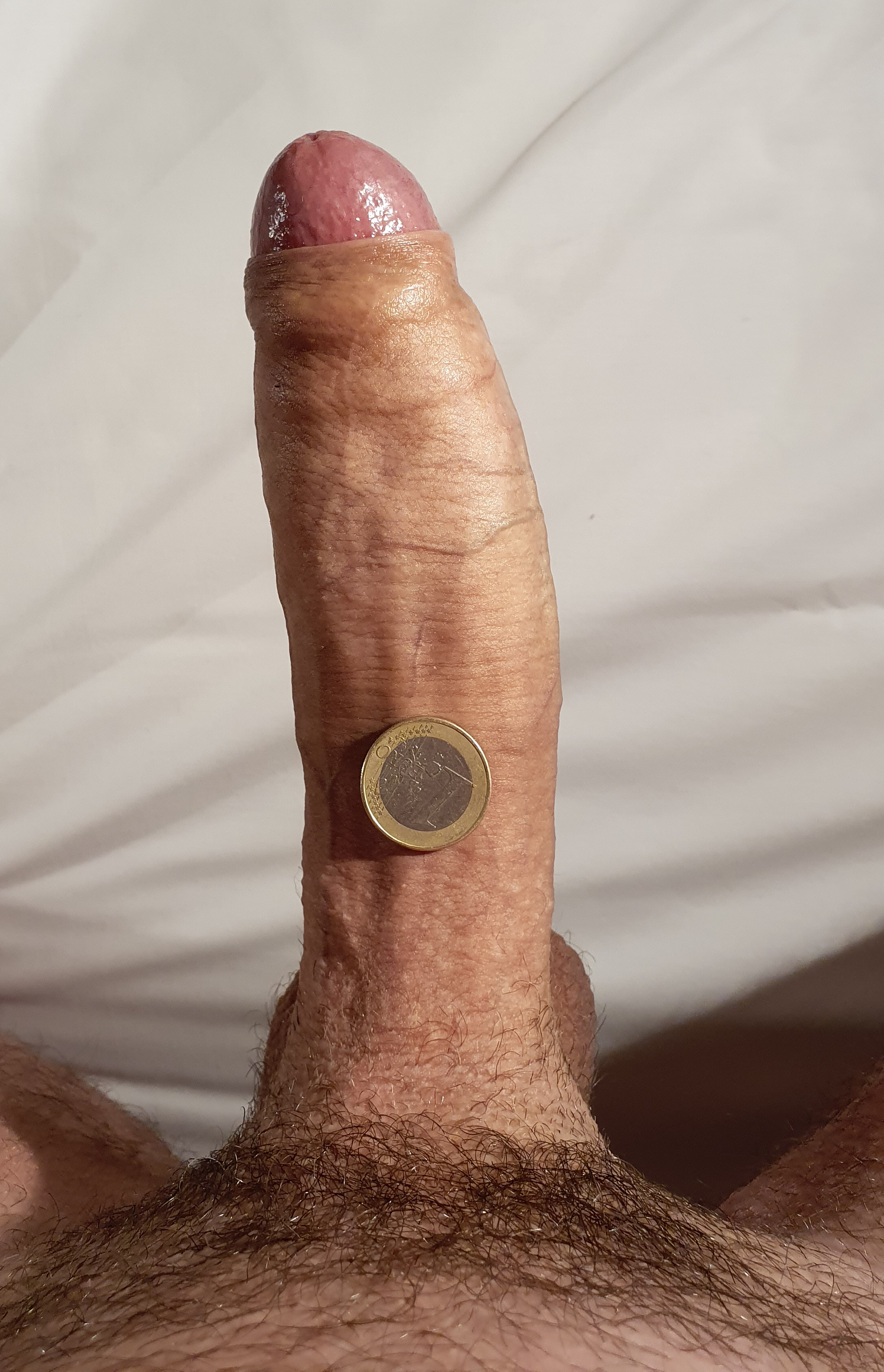
Steifer gekrümmter Penis, Krümmung im normalen Bereich

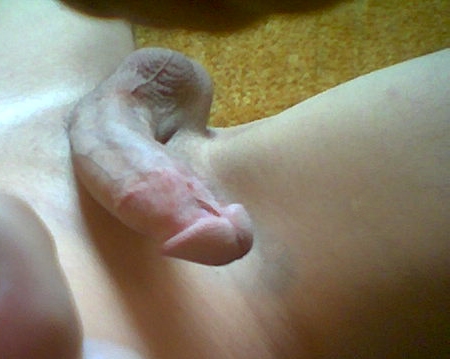
Steifer gekrümmter Penis, Krümmung im abnormen Bereich

Bei den meisten Männern ist der Penis nicht gerade. Es können auch auf natürlicherweise leichte Verbiegungen des schlaffen oder erigierten Penis auftreten. Penisverkrümmungen, die über diese natürlichen Variationen hinausgehen, können angeboren oder erworben sein.

## Angeborene Penisverkrümmung
Eine angeborene Penisverkrümmung wird meist schon bei Neugeborenen entdeckt. Sie tritt als Folge einer genetischen Fehlentwicklung des Penis auf. Die Verkrümmung wird beispielsweise durch eine asymmetrische Entwicklung des Penisgewebes verursacht, bei der die Schwellkörper ungleich groß oder verkürzt ausgebildet sind. Manchmal liegt auch eine verkürzte Harnröhre vor, eine sogenannte Hypospadie.
Anders als bei der erworbenen Penisverkrümmung verändert sich die angeborene Penisverkrümmung beim erwachsenen Mann nicht.

## Erworbene Penisverkrümmung
Die erworbene Penisverkrümmung tritt je nach Alter des Mannes bei 3 bis etwa 7 Prozent der Männer auf. Männer mit Diabetes sind häufiger betroffen. Die Erkrankung kann sich langsam, mit zunehmender Abknickung, entwickeln oder scheinbar plötzlich „über Nacht“ erscheinen. Die erworbene Penisverkrümmung wird auch als Induratio penis plastica (IPP), bezeichnet. Der Beginn der Erkrankung ist häufig von Schmerzen, insbesondere bei der Erektion, begleitet. Am häufigsten zeigt sich eine Verkrümmung des erigierten Penis nach oben. Es sind jedoch auch andere Erscheinungsformen wie zum Beispiel „sanduhrförmige“ Einschnürungen möglich.
Die möglichen Ursachen der Erkrankung sind nicht abschließend genau geklärt. Es kann mehrere völlig verschiedene Ursachen geben. Deshalb steht zurzeit keine ursächliche Behandlung zur Verfügung. Die wohl vorherrschende Theorie geht davon aus, dass kleinste Verletzungen des Penisgewebes, sogenannte Mikrotraumen, eine wesentliche Rolle bei der Entstehung spielen. Therapiert wird die erworbene Penisverkrümmung mit verschiedenen Medikamenten und Behandlungsverfahren. Das Ziel ist in der Regel, die Symptome zu lindern und ein Fortschreiten der Krankheit zu verhindern.
Bei schweren Krankheitsverläufen mit starken Abknickungen des Penis bleibt manchmal jedoch nur die Operation, um den Patienten wieder dazu zu verhelfen, Geschlechtsverkehr ausüben zu können.
In manchen Fällen verbessert sich die Krankheit allerdings auch von selbst, ohne dass eine Behandlung durchgeführt wurde. Es fehlen jedoch Hinweise darauf, von welchen Faktoren diese positive Krankheitsentwicklung abhängt.

## Behandlung
Bei angeborenen Penisverkrümmungen muss mit dem behandelnden Arzt beraten werden, ob eine Korrektur durch eine Operation nötig ist oder nicht. Da jede Operation auch mit Risiken einhergeht, wird meist nur dann operiert, wenn der Patient unter Schmerzen oder erheblichen Einschränkungen beim Geschlechtsverkehr leidet. Von einer operativen Korrektur aus kosmetischen Gründen wird im Allgemeinen abgeraten.
Eine ursächliche Therapie der erworbenen Penisverkrümmung (IPP) existiert wegen der ungeklärten Ursachen nicht. Es stehen aber verschiedene Behandlungsmöglichkeiten zur Verfügung, die die Symptome lindern oder den Verlauf der Erkrankung positiv beeinflussen können.

### Konservative Behandlungsmöglichkeiten
Mit „konservativ“ werden alle Behandlungsverfahren bezeichnet, die nicht auf einer Operation basieren. Das kann sowohl eine Behandlung mit Medikamenten zum Einnehmen sein oder mit Injektionen, bei denen das Medikament direkt in den Penis gespritzt wird. Es kommen darüber hinaus auch verschiedene technische Verfahren wie Iontophorese oder Stoßwellentherapie zum Einsatz. Schließlich gibt es noch mechanische Verfahren (Vakuumpumpen, Streckapparate), die als Behandlungsformen genannt werden.
Einige Andrologen im deutschsprachigen Raum bieten eine konservative Behandlung einer erworbenen Penisverkrümmung durch eine Enzym-Injektionstherapie. Zum Einsatz kommt dabei ein Medikament, welches den Plaque im Penis, der zur Verkrümmung führt, enzymatisch aufspalten kann. Während dieser Enzymbehandlung wird das Medikament in mehreren Sitzungen mittels einer feinen Nadel direkt in den Plaque injiziert. Während dieser Therapie muss der Patient aktiv die Behandlung unterstützen, um den Plaque zu lösen. Dies erfolgt durch Penismodellierung und den Einsatz eines Penisstreckers.
Wenn die Erkrankung in die stabile Phase übergegangen ist, wo die Abknickung des Penis also nicht mehr weiter fortschreitet und/oder starke Deformationen vorliegen, können neben der beschriebenen Enzym-Injektionstherapie oft nur noch verschiedene Operationsmethoden helfen, um den Penis wieder zu begradigen.

### Operative Therapiemöglichkeiten
Die Operation der erworbenen Penisverkrümmung kann nur erfolgen, wenn sich die Erkrankung, z. B. durch eine medikamentöse Behandlung, stabilisiert hat. Verschiedene Operationsmethoden werden verwendet, um den Penis zu begradigen. Bei einer ausgeprägten zusätzlichen erektilen Dysfunktion kann während der Operation auch eine Penisprothese eingesetzt werden, um die Erektionsfähigkeit wiederherzustellen.
Zielsetzung der Operation ist nicht die Herstellung des „Urzustandes“ vor der Erkrankung, sondern dem Patienten wieder Geschlechtsverkehr zu ermöglichen. Je nach Operationsmethode muss unter Umständen mit Penisverkürzungen oder Einbußen in der Empfindsamkeit gerechnet werden.
Zu den Verfahren zählen die Operationsmethode nach Nesbit (erstmals beschrieben 1965) und die Raffplastik nach Schröder-Essed (beschrieben 1985). Von 1996 bis 2001 wurden 82 operierte Patienten der urologischen Klinik des Klinikum Dortmund gGmbH hinsichtlich der Auswirkungen der Operationen untersucht.